# 国民民主党 (日本2018年)
国民民主党（日语：／ Kokumin minshutō），简称“国民党”（公職選舉時使用），是2018年5月7日成立的日本中间偏右政党，由原民进党的右翼派系与希望之党的部分成员、自由黨合并而成。2020年9月，與立憲民主黨合併，新政黨的名稱仍稱為「立憲民主黨」；部分不願併入立憲民主黨的舊國民民主黨成員另組新的「國民民主黨」。

## 历史

### 结党前
早在2017年9月，当时的民进党就曾提出与希望之党合并，但由于时任希望之党党首小池百合子排斥民进党自由派（左派）的做法，导致合并未能取得预期效果，民进党遭遇大分裂，希望之党也未能在稍后的大选中取得理想成绩。2017年12月，有人提出民进党、希望之党和立宪民主党组成统一国会内会派的主张，但當時不了了之。
2018年3月，《读卖新闻》报道称，民进党与希望之党高层正在就合并事宜进行磋商。4月24日，两党在国会内召开了由两党干部参加的新党磋商会，决定新党名为“国民民主党”，简称“国民党”。但两党党内对此次合并均有不同意见。民进党方面，以前首相野田佳彦为首的27位国会议员已递交退党申请，明确表示不加入国民民主党，其中10人申请加入立宪民主党并获得批准；希望之党方面，部分反对合并的成员出走，另组新党，名称仍为“希望之党”。旧希望之党的创始人小池百合子既未加入国民民主党，也拒绝了新希望之党邀请其担任特别顾问的请求，专心投入东京都知事的工作。

### 结党
2018年5月7日下午，国民民主党在东京某宾馆举行建党大会，原希望之党党首玉木雄一郎与原民进党党首大塚耕平当选为共同临时党首。此次合并是以民进党作为存续政党、希望之党以解散和被吸收的方式成立的。国民民主党组建时，拥有39个众议院席位，23个参议院席位，为日本国会第二大党。

### 玉木雄一郎時代
2019年4月時，自由黨併入本黨。

### 解散
2020年8月19日，國民民主黨與立憲民主黨宣布兩黨將各自解散，於9月初合併組成新政黨，並於9月10日大會選定由舊立憲民主黨黨魁枝野幸男首任黨魁，沿用「立憲民主黨」為黨名。
一部分不併入該黨的舊國民民主黨成員（16位國會議員包含玉木雄一郎）另組新政黨，政黨名稱仍為「國民民主黨」。

## 組織
解散前的情形
| 姓名               | 职位       | 会派   |
| 代表               | 玉木雄一郎 | 眾議院 |
| 代表代行           | 大塚耕平   | 参議院 |
| 代表代行           | 古川元久   | 眾議院 |
| 幹事長             | 平野博文   | 眾議院 |
| 幹事長代行         | 増子輝彦   | 参議院 |
| 總務會長           | 小林正夫   | 参議院 |
| 國會対策委員長     | 原口一博   | 眾議院 |
| 組織委員長         | 足立信也   | 参議院 |
| 政務調査會長       | 泉健太     | 眾議院 |
| 政治改革推進本部長 | 古川元久   | 眾議院 |
| 参議院議員會長     | 大塚耕平   | 参議院 |

## 選舉

### 參議院
| 選舉       | 当選/候補者 | 非改選 | 定数 | 得票数（得票率） | 得票数（得票率） | 註記           |
| 選舉       | 当選/候補者 | 非改選 | 定数 | 選舉區           | 比例代表         | 註記           |
| ---------- | ----------- | ------ | ---- | ---------------- | ---------------- | -------------- |
| （結党時） | 24/-        | -      | 242  |                  |                  | 離党-2、入党+3 |
| 2019年     | /28         |        |      |                  |                  |                |

### 國會議員
除了黨籍議員外，還有黨團上的黨外議員。在日後整併為立憲民主黨

## 政策
国民民主党自称代表「生活者、消费者、纳税者、劳动者」的立场，主张自己是“囊括从稳健保守到自由主义、以国民为主角的改革中道政党”，并主张捍卫国民主权、基本人权、和平主义以及专守防卫。這項主張一延用至新政黨身上。